# スタンリー・マーシュ
スタンリー・マーシュ（Stanley Marsh 3、1938年1月31日 - 2014年6月17日）はアメリカ合衆国の芸術家。